# 148 Gallia
A 148 Gallia a Naprendszer kisbolygóövében található aszteroida. Prosper-Mathieu Henry fedezte fel 1875. augusztus 7-én.